# 藤原宮房
藤原 宮房（ふじわら の みやふさ）は、平安時代初期の貴族。藤原北家魚名流、参議・藤原藤嗣の子。官位は従五位上・美濃守。

## 経歴
天長4年（827年）従五位下に叙爵。
その後しばらく任官記録が残っていないが、承和7年（840年）になると出羽守・兵部少輔・民部少輔、翌承和8年（841年）刑部大輔・治部大輔と短期間に内外の官職を転々とする。同年5月に任ぜられた丹波守は承和12年（845年）正月に滋野貞雄に交代するまで4年の任期を勤め上げたと見られる。
散位を経て、承和14年（847年）中務大輔に任ぜられるが、翌承和15年（848年）には美濃守として再び地方官に転じている。

## 官歴
『六国史』による。
- 時期不詳：正六位上
- 天長4年（827年） 正月21日：従五位下
- 承和7年（840年） 正月30日：出羽守。3月5日：兵部少輔。6月10日：民部少輔
- 承和8年（841年） 2月6日：刑部大輔。5月1日：治部大輔。5月13日：丹波守
- 承和14年（847年） 9月5日：中務大輔
- 承和15年（848年） 正月13日：美濃守

## 系譜
『尊卑分脈』による。
- 父：藤原藤嗣
- 母：紀古佐美の娘
- 生母不詳の子女
  - 男子：藤原五常